# Macropora cuniformis
Macropora cuniformis is een mosdiertjessoort uit de familie van de Macroporidae. De wetenschappelijke naam van de soort is voor het eerst geldig gepubliceerd in 1909 door Brydone.